# Серђо Матарела
Серђо Матарела (итал. Sergio Mattarella; Палермо, 23. јул 1941) италијански је политичар, професор и судија. За председника Италијанске Републике изабран је 31. јануара 2015. године. Поново је изабран за председника  у осмом кругу гласања, 29. јануара 2022. године. После Ђорђа Наполитана, други је председник Италије који служи други мандат.

## Биографија
Серђо Матарела је син Бернарда Матареле, италијанског демохришћанског политичара и вишекратног министра педесетих и шездесетих година, те брат Пјерсантија Матареле, председника Области Сицилије, кога је мафијашка Коза ностра убила 1980. године у Палерму. Дипломиравши право, изабран је за професора парламентарног права на Универзитету у Палерму.
У младости је био активиста Студентског покрета Католичке акције, те је био његов водитељ у Лацију од 1961. године до 1964. године, а затим Италијанске католичке универзитетске федерације (FUCI). На листи Хришћанске демократије изабран је у Представнички дом италијанског Парламента 1983. те је у њему остао непрекидно до 2008. Нови политички секретар те странке Ћиријако Де Мита задужио га је да очисти странку на Сицилији од мафијаша, у које су се убрајали и градоначелници Палерма Вито Ћианћимино, односно Салво Лима.
Био је министар образовања у седмој Андреотијевој влади (1989), али је поднео оставку с другим министрима из демохришћанске левице протестујући против закона који допустио Берлусконију да задржи у власништву 3 телевизијске мреже (у земљама чланицама Европске заједнице појединац је смео поседовати највише 50 посто једне телевизијске мреже). Подсекретар Хришћанске демократије био је од 1990. године до 1992. године, када је именован за главног уредника страначког листа Ил Пополо.
Предложио је изборни закон, прихваћен 1994. године, којим су три четвртине мандата стицане у униноминалним изборним јединицама, а четвртина на страначким листама. Тај је закон Ђовани Сартори назвао Матарелум. Тада се тај закон сматрао вододелницом између италијанске „Прве републике“ и „Друге републике“. По њему су одржани избори 1994, 1996. и 2001.
У распаду Хришћанске демократије услед антикорупцијске истраге Чисте руке био је међу оснивачима Италијанске народне странке (ППИ), те се заузимао да та странка заједно са посткомунистичком Демократском партијом левице (ПДС) ступи у коалицију Маслина под Продијевим вођством. Држао је више ресора у владама Маслине до 2001. године. Док је био министар одбране укинуо је обавезни војни рок. Са места министра одбране је подржао бомбардовање СРЈ 1999.
Приликом службене посете Републици Србији, председавајући у Народној скупштини Републике Србије Игор Бечић га је назвао Ђорђо Мортадела.